# Michael Reinhard (Journalist)
Michael Reinhard (* 18. September 1958 in Bad Orb) ist ein deutscher Journalist, Autor und Podcaster. Bis zu seinem Ruhestand 2022 war er 21 Jahre lang Chefredakteur der Main-Post in Würzburg.

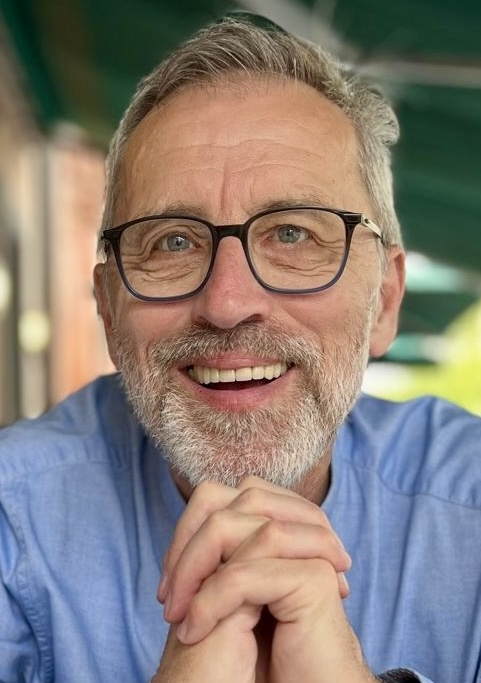
Michael Reinhard 2024

## Leben und Wirken
Reinhard absolvierte von 1979 bis 1980 ein Volontariat beim Gelnhäuser Tageblatt und war danach bis 1984 dort als Redakteur tätig. Anschließend arbeitete er als leitender Redakteur bei der Berliner Morgenpost (1984–1986), der Frankfurter Rundschau (1986–1990) und dem Tagesspiegel (1991–1995). 1996 übernahm er die Chefredaktion des Gießener Anzeiger. Im November 2001 wechselte er als Chefredakteur zur Main-Post, wo er bis zu seinem Ruhestand 2022 blieb. Berufsbegleitend absolvierte er von 1987 bis 1991 ein Studium der Journalisten-Weiterbildung an der Freien Universität Berlin.
Gemeinsam mit seiner Tochter, der Journalistin Lea Reinhard, ist Michael Reinhard Gastgeber des Podcasts Sterben & Trauern, der sich mit Endlichkeit und den individuellen und gesellschaftlichen Dimensionen von Trauer auseinandersetzt. Außerdem ist er zusammen mit  Thomas Kirchberg Podcast-Moderator von 2 alte wei(s)se Männer, einem Format über aktuelle gesellschaftspolitische Themen.
Reinhard ist Jurymitglied bei der Wahl „Journalistinnen und Journalisten des Jahres“.

## Ehrenämter
2017 war er Mitgründer des Würzburger Vereins „Prostata Hilfe Deutschland e.V.“ (PHD), gemeinsam mit  Frank Schiefelbein und  Knut Müller. Ziel des Vereins ist es, durch ein verständliches Online-Angebot das Thema Prostata-Erkrankungen aus der Tabuzone zu holen und den Betroffenen sowie ihren Angehörigen Orientierung und Hilfestellung zu bieten.

## Buchveröffentlichungen
- Ernst Engelke, Lea Reinhard, Michael Reinhard: Sterben ungeschminkt. Herder, 2025. ISBN 978-3-451-02428-3.[6]
- Michael Reinhard: Das Geheimnis des Flammeninfernos von Sankt Martin. Story.one Publishing, 2024. ISBN 978-3-7115-0315-2.
- Michael Reinhard: Komm, wir fragen mal Opa!. Selbstverlag (*Independently published*), 2023, 227 Seiten. ISBN 979-8871626658.
- Michael Reinhard: Wunni und die Galaktischen. Selbstverlag, 2023, 152 Seiten. ISBN 979-8850385552.

## Auszeichnungen
Reinhard wurde für seine journalistische Arbeit mehrfach ausgezeichnet, darunter mit dem Lokaljournalistenpreis der Konrad-Adenauer-Stiftung, dem Wächterpreis der Tagespresse sowie dem MedienSpiegel-Preis für seine kritische Selbstreflexion in einem Kommentar („Soziale Netzwerke sind keine gute Quelle“).